# Derek John Scott Robinson

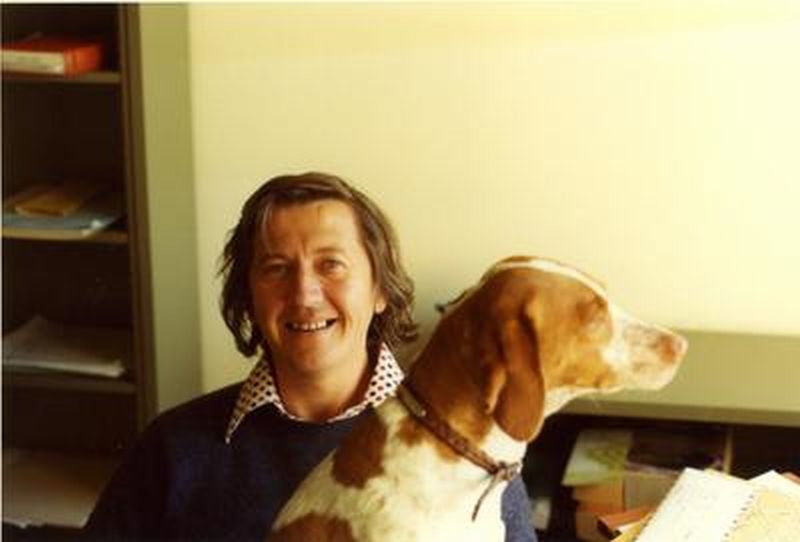
Derek John Scott Robinson, 1975

Derek John Scott Robinson (* 25. September 1938 in Montrose, Schottland) ist ein britischer Mathematiker, der sich mit Algebra befasst (Gruppentheorie, Homologische Algebra).
Robinson studierte an der University of Edinburgh mit dem Bachelor-Abschluss 1960 und wurde 1963 an der Universität Cambridge bei Philip Hall promoviert (Theory of subnormal subgroups). 1965 bis 1968 war er Lecturer am Queen Mary College der Universität London. 1968 wurde er Assistant Professor und 1974 Professor an der University of Illinois at Urbana-Champaign.
1979 erhielt er den Humboldt-Forschungspreis und 1971 den Whittaker-Preis.

## Schriften
- A course in linear algebra with applications, World Scientific, 1991, 2. Auflage 2006
- An introduction to abstract algebra, De Gruyter 2003
- mit John C. Lennox: Theory of infinite soluble groups, Clarendon Press, Oxford 2004
- A course in the theory of groups, Springer Verlag, 1982, 2. Auflage 1996
- Finiteness conditions and generalized soluble groups, 2 Bände, Springer Verlag 1972
- Infinite soluble and nilpotent groups, London 1968
- Herausgeber mit Phillip Griffith: The mathematical legacy of Reinhold Baer: a collection of articles in honor of the centenary of the birth of Reinhold Baer, University of Illinois, Urbana-Champaign, 2004